# Sarah Attar
Pour les articles homonymes, voir Attar.
Sarah Attar, née le 27 août 1992 à Escondido (Californie), est une athlète américano-saoudienne. 
Participant aux Jeux olympiques d'été de 2012 à Londres en athlétisme, dans l'épreuve du 800 mètres féminin, elle devient la première femme de l'histoire à représenter l'Arabie saoudite lors de Jeux olympiques.
Elle fait partie des quatre Saoudiennes présentes aux Jeux olympiques d'été de 2016 à Rio où elle participe au marathon féminin où elle finit 132e sur 133 athlètes ayant terminé la course, en un temps de 3 h 16 min 11.